# Kirchgang in Gutach

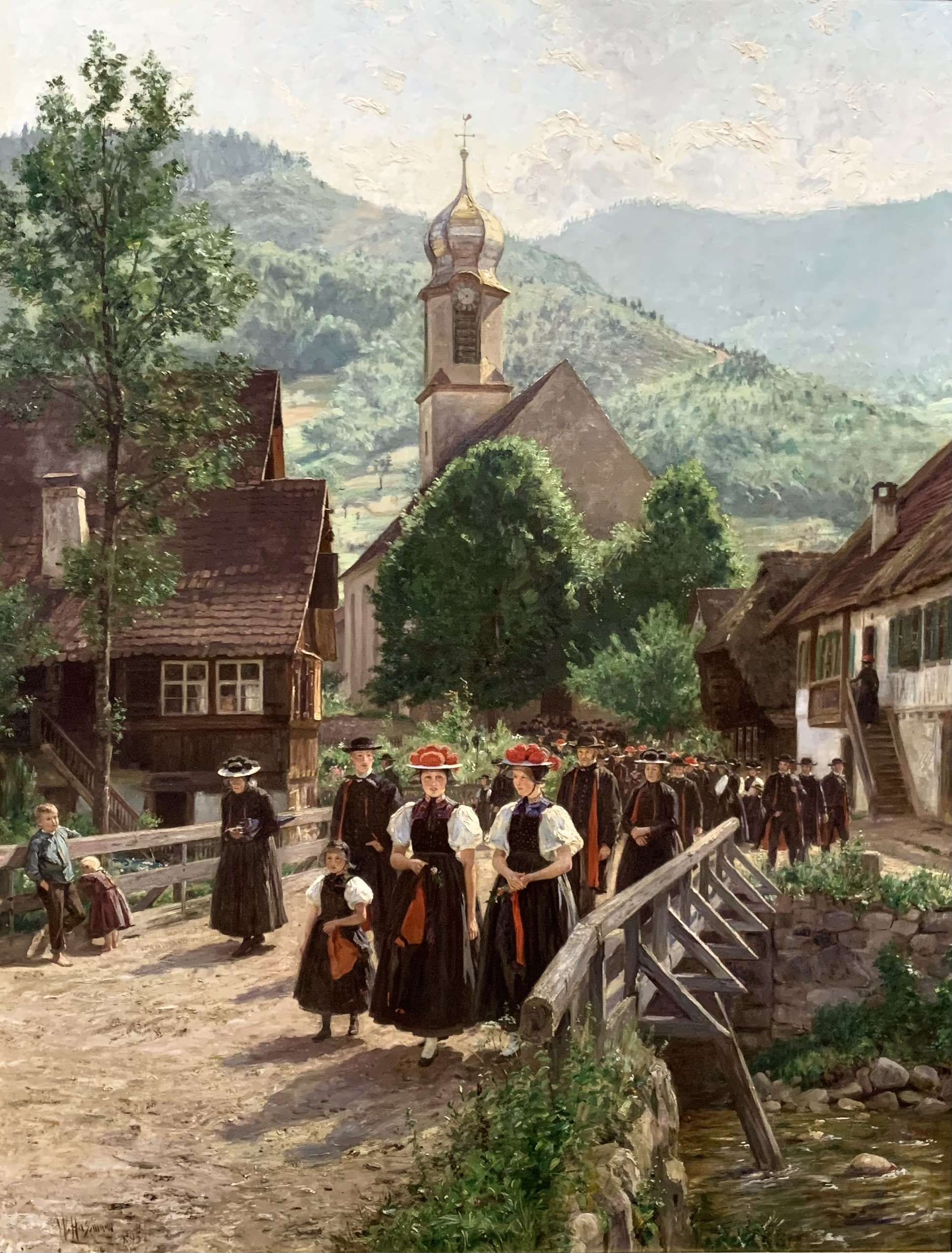
Kirchgang in Gutach

Kirchgang in Gutach ist ein Ölgemälde, das 1895 vom deutschen Maler Wilhelm Hasemann mit Ölfarben auf Leinwand gefertigt wurde. Es hat die Maße 105,2 × 81,1 cm. Es bildet den Moment ab, in dem eine große Gruppe in traditioneller Kleidung an einem Frühsommertag die Kirche im kleinen Dorf Gutach im Schwarzwald verlässt.

## Komposition
Das Gemälde zeigt eine große Gruppe von Menschen, die aus der Gutacher Peterskirche im Mittelgrund des Gemäldes durch das Dorf und über eine Brücke auf die Betrachtenden zugehen. Im Vordergrund stehen zwei junge Frauen, die der Gruppe vorangehen. Sie tragen traditionelle Kleidung aus dem Schwarzwald und Bollenhüte. In ihren Händen halten sie ihre Mäntel und kleine Zweige mit Blumen. Von den Betrachtenden aus links neben ihnen ist ein junges Mädchen zu sehen, das keinen Bollenhut trägt, da es noch nicht konfirmiert ist. Hinter ihr geht ein junger Mann, der die zwei Frauen im Vordergrund anschaut. Weiter links neben ihm geht eine alte Dame. Die restlichen Personen gehen mit etwas Abstand hinter ihnen und scheinen sich in der Gasse zu verteilen. Alle ihnen folgenden Personen sind ebenfalls in traditionelle Kleidung gekleidet, die Frauen tragen Bollenhüte. Bei den jungen unverheirateten Frauen ist der Bollenhut rot, während die älteren verheirateten Frauen schwarze tragen. Rechts und links neben der Menschenmenge sind die Häuser des kleinen Dorfes Gutach und im Hintergrund die Berge des Schwarzwalds vor einem hellblauen Himmel zu erkennen. Im Fokus des Werkes steht, neben den Frauen im Vordergrund, der Kirchturm der Kirche, aus der die Gruppe kommt. Während das Hauptgebäude der Kirche größtenteils von Bäumen verdeckt wird, ragt der Turm über diese in den Himmel hinauf und wird von der Sonne erhellt. Unter der Holzbrücke, die die Frauen, als Anführerinnen der Gruppe, schon fast überquert haben, fließt die Gutach. Die Szene wird von der Mittagssonne, die oben außerhalb des Bildrandes ist, erleuchtet. Die Berge im Hintergrund, die Bäume im Dorf und die Sträucher am Bach und an den Straßenrändern sind in satten Grüntönen gemalt, wodurch die Atmosphäre eines warmen Sommertages kreiert wird.

## Geschichte
Das Werk wurde von Wilhelm Strauß, einem Beamten in Kehl, als Geschenk für seine Schwiegereltern in Auftrag gegeben. Nachdem Hasemann Strauß 1892 eine Skizze gezeigt hatte, erhielt er den offiziellen Auftrag für 1000 Mark. Hasemann hatte zunächst geplant, eine Personengruppe zu zeigen, die auf dem Weg zum Gottesdienst ist, doch Strauß äußerte den Wunsch, dass die Gruppe die Kirche verlassen solle. Für die Ausarbeitung des Gemäldes bereitete sich Hasemann mit intensiven Studien mittels Fotografien vor und fertigte daraufhin mehrere Skizzen der einzelnen Elemente des Werkes an.